# 臀裂
臀裂（でんれつ、英: intergluteal cleft）は、臀間裂（でんかんれつ）とも呼ばれ、仙骨のすぐ下から会陰（えいん）に向かって伸びる臀部の間の溝である。大臀筋の外側にある丸みを帯びた突起の間に目に見える境界を形成していることから、この名前が付けられた。臀裂は肛門よりも上にある。

## 臨床的意義
逆性乾癬（ぎゃくせいかんせん）、尾部退行症候群、毛巣洞（もうそうどう）疾患などの、臀裂に影響を及ぼす疾患がいくつかある。